# Tropeiro
Tropeiro était le nom donné aux conducteurs de troupeaux, notamment de bœufs, de mules et de chevaux, qui parcouraient les chemins du Brésil, entre les régions d'élevage et les régions de consommation, à partir du XVIIe siècle. 

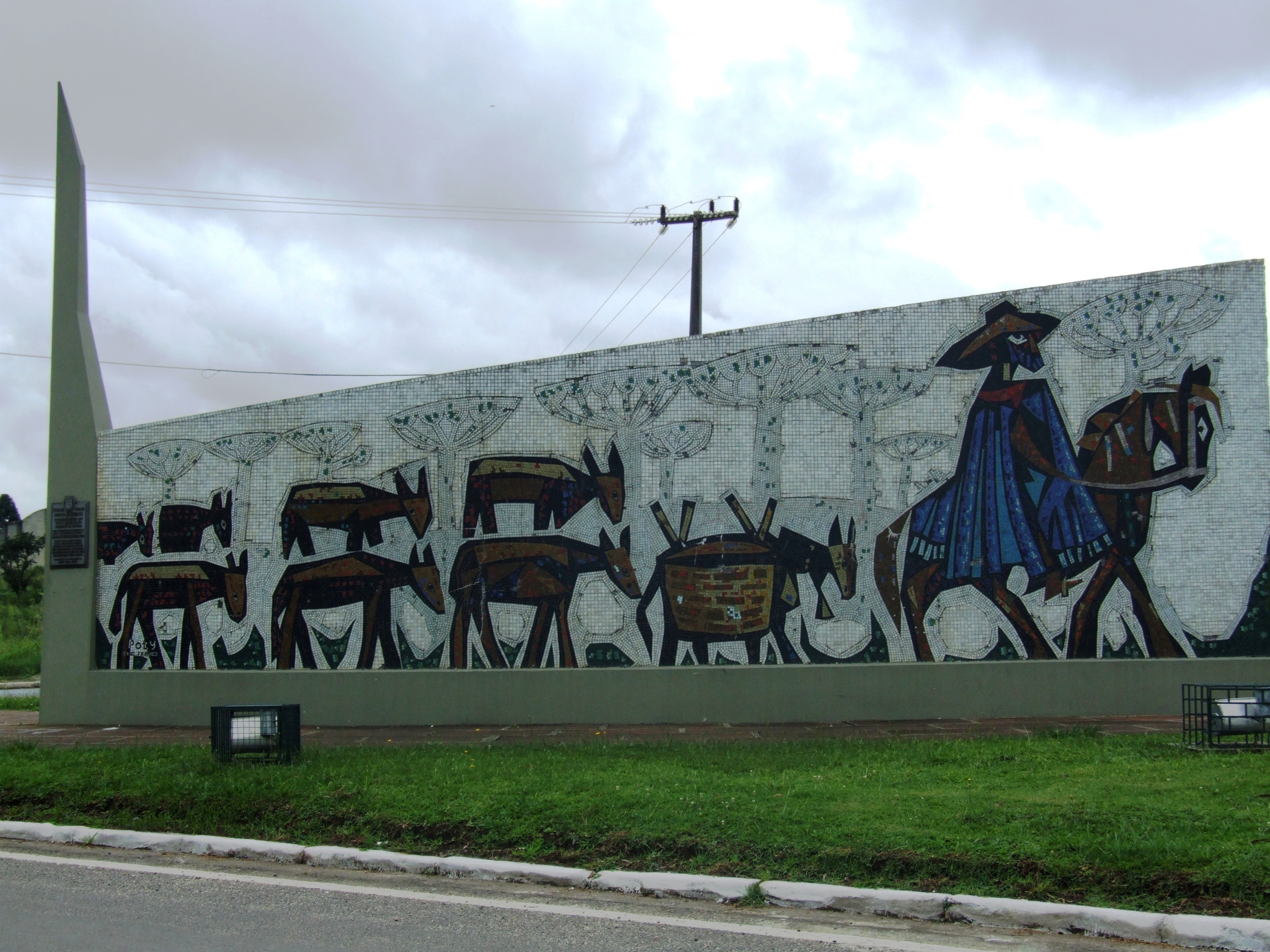
Monument au tropeiro à Lapa.

Dans un sens plus large, on désignait ainsi tous les commerçants qui faisaient le commerce des animaux entre différentes régions du pays.
Au-delà de leur rôle économique, les tropeiros eurent une importance culturelle fondamentale en tant que véhicule des idées et des informations, dans un pays aussi vaste, à une époque où les routes n'existaient pas.
Le long de leurs chemins naquirent de nombreuses villes du Brésil actuel.